# Stephany Zreik
Stephany Karina Zreik Torres (Maracaibo; 25 de diciembre de 1995) es una modelo, reina de belleza y abogada venezolana, ganadora del Miss Earth Venezuela 2020 y Miss Tierra Aire 2020.

## Biografía
Stephany Zreik nació el día 25 de diciembre de 1995, en Maracaibo, Zulia pero pasó gran parte de su vida en la ciudad de Valencia, Carabobo. Donde estudió la carrera de Derecho en la Universidad de Carabobo y recibió el título de Abogado en el año 2017.
Stephany es la mayor de dos hermanas, siempre se ha preocupado por ser un buen ejemplo para su pequeña hermana Génesis y para todas las niñas que la siguen en sus redes sociales. Stefy, como la apodan de cariño, ha contado con el apoyo de su familia en cada paso que ha dado, ellos son sus principales motores y su inspiración.
Desde muy pequeña se dedicó a participar en concursos de belleza, su mayor sueño era representar a su país, Venezuela, en algún reinado internacional. Participó en varios concursos nacionales que la posicionaron en la vista pública y la formaron para participar en el Miss Earth Venezuela 2019, hasta obtener la corona como Miss Earth Venezuela 2020.

## Concursos de Belleza

### Reina Nacional del Turismo 2016
Stephany representó al estado Miranda en el certamen Reina Nacional del Turismo. Quedó como primera finalista del concurso y obtuvo la banda de Chica navicu, otorgada por la empresa de turismo internacional navicu.com

### Miss Carabobo 2017
Fue candidata en el concurso Miss Carabobo 2017, siendo una de las favoritas para obtener la corona, fue galardonada con las bandas a Mejor Personalidad y Mejor Actitud.

### Miss Earth Venezuela 2019
Zreik representó el estado Miranda en el concurso Miss Earth Venezuela, realizado el 25 de agosto de 2019. Stephany obtuvo la banda a la Mejor Piel y Mejor Cabello. Posteriormente fue coronada como Miss Earth Venezuela Fire 2019.

### Miss Earth 2020
Representó a Venezuela en el concurso Miss Tierra 2020 realizado vía Steaming el día 29 de noviembre, donde Stephany logró el título de Miss Tierra Aire (Primera Finalista en el orden) frente a la representante de Estados Unidos siendo el primer título para Venezuela.
| Predecesor: Daniela Marcano     | Miss Earth Miranda 2019   | Sucesor: |
| Predecesor: Michell Castellanos | Miss Earth Venezuela 2020 | Sucesor: |
| Predecesor: Emanii Jovan        | Miss Tierra Aire 2020     | Sucesor: |